# بيل هولمان (موسيقي)
بيل هولمان (بالإنجليزية: Bill Holman)‏ هو عازف جاز وملحن أمريكي، ولد في 21 مايو 1927 في أولف ‏ في الولايات المتحدة.

## وصلات خارجية
- بيل هولمان على موقع IMDb (الإنجليزية)
- بيل هولمان على موقع ميوزك برينز (الإنجليزية)
- بيل هولمان على موقع قاعدة بيانات برودواي على الإنترنت (الإنجليزية)
- بيل هولمان على موقع أول ميوزيك (الإنجليزية)
- بيل هولمان على موقع ديسكوغز (الإنجليزية)